# Фалхан
Фа́лхан (ингуш. Фалхан) — покинутый аул в Джейрахском районе республики Ингушетии, входит в сельское поселение Ляжги. Башенное поселение замкового типа.

## История
Расположен в Джейрахском ущелье, на склоне отрога Цейломского хребта, на правом берегу небольшого горного ручья Мехинчие южнее аулов Мецхал и Хаст-Мокие. Рядом находится несколько пастбищ и лугов — Тиелта, Велх цона, Дал-цонашкие, Механчие и др., порой общие для всех близлежащих аулов. Кроме того, есть культовые места — Мят селаш, Ашп коаг, Герг-Аргие, Моцхарашкие и пр.. Архитектура аула представляет собой разрушенные ингушские башни и отражает все этапы его развития. До XX века здесь располагались три боевые башни, одна полубоевая и 12 жилых сооружений. Кроме того, имелась мечеть. До настоящего времени сохранилось 12 семейных склепов. Аул входит в родовой ингушский Мецхальский шахар.
По мнению Сулейманова А. С., название аула связано с ингуш. Фала — «свободный».
По преданию, аул был основан Ферхастом и его тремя сыновьями. Дата основания неизвестна (около XII—XIII вв.), аул считается древним. Во времена основания территория села принадлежала племени гамнакан (ингуш. Гӏамнаькъан), поселиться здесь было непросто. В начале XIX века здесь имелось 30 дворов, однако с середины века население покидало аул в угоду равнинным территориям, из-за чего к концу века осталось 22 семьи. Переселялись в Джейрха-юрт, Новый Редант, Шолхи, Галгай-юрт, Ангушт, Владикавказ. Особенно массовые переселения произошли в середине XX века в результате депортации. Последние жители покинули Фалхан 23 февраля 1944 года. После возвращения из депортации в поселении здесь уроженцам села было отказано.
Местные жители занимались, помимо прочего, изготовкой изделий из рога, глины, кости и дерева, лучного оружия. Было развито сукноделие. Разрабатывались месторождения серы и селитры, имелись руды медных и серных колчеданов, бурого железняка, свинца и цинка, а также охры.

## Галерея
- Надземные склепы у с. Фалхан, 1929—1930 гг.
- Центральный опорный столб жилой башни
- Склепы
- Вид вниз на село Ляжги
- Полуразрушенная башня

| 1926 | 2010 |
| ---- | ---- |
| 20   | ↘0   |

## Топографические карты
- Лист карты K-38-042-3-2.